# Conflicte de COINTEX
El conflicte de COINTEX de finals de 1975 i inici de 1976 va ser un conjunt de vagues i protestes obreres que van tenir lloc a Bunyol i que reflectien tant els problemes puntuals circumstancials com uns altres de més llarg abast i durada.

## Antecedents històrics
Els orígens de l'activitat sindical a Bunyol s'inicien amb la llarga lluita contra els senyorius durant els segles XVIII i xix, que faran que les idees progressistes arrelin en la població. La ciutat és un petit centre industrial, que s'inicia amb les indústries papereres i continua amb el tèxtil i el ciment. La implantació de partits i sindicats és important durant les primeres dècades del segle xx, desenvolupant-se moviments anarquistes, socialistes i de sindicalisme catòlic. En la crisi de 1917, i novament en 1919, es produeixen vagues i enfrontaments amb la guàrdia civil.
El PSOE s'havia establert a Bunyol en els 1910s, obtenint la majoria en les eleccions municipals de 1919. Quan en 1921 es produeix l'escissió de la qual es formaria el PCOE, més tard PCE, Bunyol és un dels principals focus comunistes del País Valencià. Amb la dictadura de Franco, els moviments sindicals i partits polítics opositors queden il·legalitzats i les seves activitats passen a la clandestinitat. A la fi dels anys 50 van creant-se nuclis d'activitat sindical al voltant del PCE i de sectors progressistes de l'Església integrats en la HOAC. Als anys 70 reapareix la UGT.
En 1974 es produeixen dues vagues significatives, a l'abril n'hi ha una a l'empresa Daniel García Pastor, dedicada a la fabricació de maquinària per a la indústria del paper i el cartró i situada a Bunyol, i al mes de maig va esclatar un altre important conflicte en l'empresa tèxtil Sáez Merino, de Xest, aquesta empresa sol conèixer-se per la marca Lois. Encara que el Partit Comunista havia tingut i tornaria a tenir una forta organització local, en el període de 1974 a 1976 no comptava amb una gran capacitat de mobilització per si mateix; les mobilitzacions que es van produir en aquest conflicte van tenir un origen espontani.

## Causes immediates del conflicte
COINTEX era una fàbrica tèxtil que subministrava fil de cotó per a la confecció de peces vaqueres a Lois-Sáez Merino. Un dels seus principals propietaris era el propi Sáez Merino. La plantilla, en 1975-76, era d'uns 220 treballadors aproximadament, dels quals 30 eren homes i la resta dones. Aquestes solien tenir els llocs menys qualificats. El conveni del tèxtil establia salaris molt baixos i en el cas de COINTEX, l'empresa havia publicat al juliol de 1975 una circular per la qual s'obligava al personal a treballar a preu fet, un tipus de remuneració que al no incloure's en el conveni no era possible que els obrers i obreres controlessin eficaçment. Una altra qüestió problemàtica era que la temperatura que s'aconseguia en les naus de treball superava l'establert en la Reglamentació de Seguretat i Higiene del Treball, que era 28 °C, però que en la pràctica arribava a passar de 40 °C a l'estiu. També s'acusava a l'empresa d'il·legalitat per l'ocupació de dones menors d'edat en el torn de nit, la qual cosa anaven en contra de la reglamentació laboral vigent.
El 15 de juliol de 1975, trenta-tres operàries abandonen els seus llocs de treball per l'asfixiant calor que hi ha en la nau industrial (40 °C). Les treballadores van assegurar que comptaven amb el permís dels encarregats, però aquests ho negarien en el judici. L'endemà la majoria de les operàries es reincorpora després de presentar els justificants mèdic que van ser recollits per l'encarregat. No obstant això, el 8 d'agost les treballadores van rebre una notificació de l'empresa, datada el 30 de juliol, per la qual se'ls comunicava una sanció d'un mes de suspensió d'ocupació i sou, i se'ls valorava l'abandó del dia 15 de juliol com a falta molt greu.

## Desenvolupament del conflicte
Les treballadores, en considerar injusta la sanció, van demandar a l'empresa davant la Magistratura de Treball. El 13 de setembre es va celebrar l'Acte de Conciliació, sense avinença: l'empresa seguia considerant la falta com molt greu. El 16 d'octubre és acomiadada una de les representants de les treballadores a l'Acte de Conciliació. Les empleades responen l'endemà amb un atur d'una hora i treballant a baix rendiment durant aquesta setmana i l'anterior al judici, que tindria lloc el 14 de novembre de 1975. A causa d'aquesta pressió de les obreres, el treballador comiat és readmesa.
La sentència judicial del 14 de novembre és contrària a les treballadores que es van absentar del treball el 15 de juliol. El 17 de novembre l'empresa acomiada a una altra obrera per participar en l'atur del 17 d'octubre, encara que novament la pressió de les seves companyes aconsegueix que sigui readmesa als trenta dies.
El 20 de desembre va ser readmesa l'última treballadora acomiadada, però aquest mateix dia és enviada a casa amb altres sis companyes, per complir la sentència pel judici del 14 de novembre. El 30 de desembre, COINTEX presenta expedient d'acomiadament a una enllaç sindical i un jurat d'empresa. La legislació exigia un període de 30 dies d'antelació, però en aquest cas només es fa amb vuit dies, de manera que estiguessin acomiadades per a la data del judici, el 7 de gener de 1976.
Les obreres, amb ajuda de l'Institut Social Obrer -una associació iniciada per l'arquebisbe Marcelino Olaechea en 1948- i l'Associació de Caps de Família -que havien format inicialment membres de l'il·legal sindicat USO, però en la qual més tard es trobaria a gent de totes les tendències- juntament amb alguns veïns, van recollir signatures per tota la població reclamant la readmissió de les dues sindicalistes, recollint 1500 signatures que portaren a la CNS local, a la CNS provincial i a l'Ajuntament de Bunyol.
El 3 de gener es decideix en assemblea la realització d'uns aturs d'una hora per torn, repetits el dia 5, en solidaritat amb els dos acomiadaments. També es demana una reunió de tots els enllaços de Bunyol a la seu de la CNS local, però denega el permís i al voltant de les 20 hores una comissió composta per membres de l'ISO, l'Associació de Caps de Família i treballadors de COINTEX presenten a l'Ajuntament les signatures recollides. Els treballadors i veïns es reuneixen en assemblea a l'església parroquial de Sant Pere Apòstol, que era l'únic local amb aforament per a això, elaborant una llista de reivindicacions consistent en l'anul·lació d'expedients i sancions, la readmissió de les sindicalistes i la garantia que no haurien represàlies. Es va acordar així mateix no abandonar l'església fins que es garantís la resolució dels problemes existents. L'alcalde, Enrique Silla Criat, es presenta en el tancament l'endemà, 6 de gener de 1976, prometent trobar una solució, i en el cas de no conseguir-la, presentar la seva renuncia al càrrec. Davant aquestes promeses aquest primer tancament es dissol de forma pacífica.
El dia 7 de gener se celebra el judici per l'expedient d'acomiadament de les representants sindicals. Unes set-centes persones esperen a la plaça del poble informació sobre el desenvolupament del mateix. Es torna a l'església -les autoritats religioses no s'oposaven al seu ús- a per realitzar una assemblea informativa. Els treballadors de COINTEX decideixen tancar-se fins que se'ls garanteixi la readmissió, i són recolzats pels veïns del poble.
En paraules del que era rector de Sant Pere Apostol, J.M. Monzó «Aquest segon tancament es va produir als pocs dies, vaig telefonar al bisbe per informar-li de la situació i aquest ho va autoritzar. L'equip sacerdotal va pensar que un de nosaltres estigués dins per evitar que des de fora s'inventessin calúmnies sobre el que ocorria dins... jo em vaig quedar fos servint d'enllaç... La conducta dels treballadors a l'església va ser sempre correcta. Les portes romanien tancades, i només s'obrien per a les dues misses; llavors ells es ficaven en la capella de la comunió i tenien ordre de no respondre a les provocacions, que les van haver-hi, sobretot de la policia secreta».
El delegat local de sindicats va acudir a l'església el 8 de gener de 1976, per negociar una reunió dels jurats amb l'empresa, que va tenir lloc en els locals de la CNS de València. Els tancats van posar com a condició que es negociara tot l'ocorregut des del 15 de juliol de 1975 fins a gener de 1976.

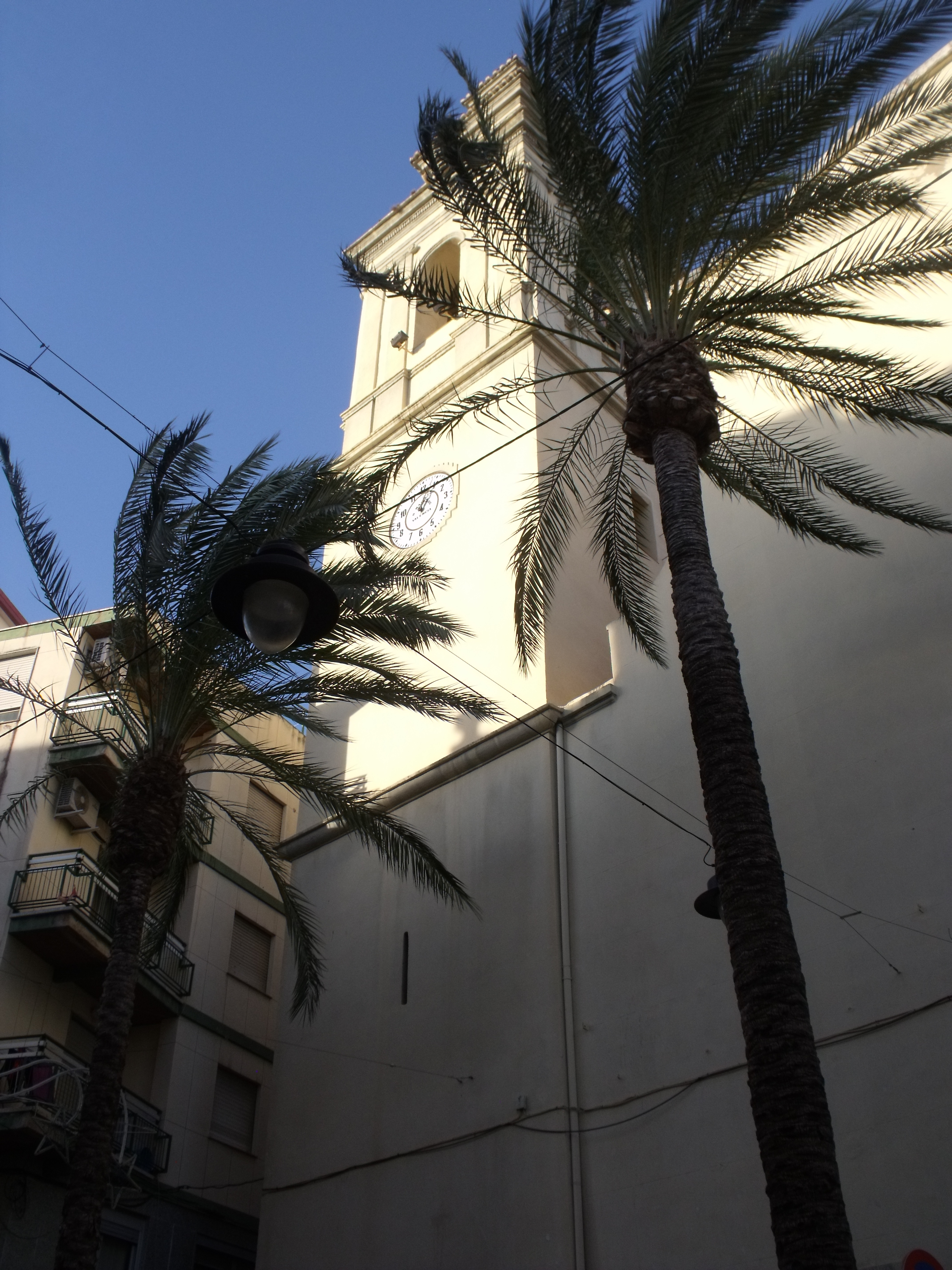
L'església de Sant Pere, lloc de reunió dels obrers.

El 9 de gener es produeix la càrrega de la Policia Armada contra els veïns de Bunyol, que es van concentrar en gran nombre a les portes de l'església per evitar el desallotjament dels tancats. Diu J. M. Monzó: «Aquest mateix dia del desallotjament vam tenir la sort que vingués el vicari episcopal, va veure com es desenvolupaven els fets, i va donar suport a la nostra posició... A les tres de la tarda em va trucar per telèfon el comissari de policia de València, amenaçant-nos. Va arribar a dir-me que sortirien encara que hagués de vessar-se la sang. Vaig plantejar la qüestió a l'assemblea i van acordar mantenir-se en la seva posició. A les vuit de la tarda vaig tancar l'església i em vaig quedar en la porta. Sabíem que la policia anava a venir... va arribar a les deu, van tocar les campanes i en molt poc temps va acudir molta gent cridant fora als grisos. Aquests estaven formats i avançaven cap a l'església. El que manava les tropes em va lliurar una ordre de desallotjament del Ministeri de l'Interior, en aquest moment la policia va començar a carregar contra la gent, aconseguint-me també a mi [el propi rector]. Em vaig adonar que havien de sortir, no hi havia més remei que obrir l'església. Es va produir el desallotjament, i una vegada van estar fora els treballadors, van tornar a carregar…»
L'acció policial va provocar la dimissió del delegat local de la CNS i de la corporació municipal. També va dimitir el propi alcalde. Cal tenir present que aquesta corporació no havia estat triada democraticamente -faltaven més de tres anys per a les primeres eleccions municipals democràtiques després del franquisme. A més, tots els jurats i enllaços sindicals de la localitat van presentar la dimissió com a protesta i en solidaritat. El 10 de gener es va convocar una manifestació (en la qual van participar entre 2000 i 6000 persones, segons les diferents fonts). Des d'aquest moment, l'empresa comienzó a mostrar-se més conciliadora. L'11 de gener, COINTEX telegrafió a les treballadores perquè es reincorporessin als seus llocs de treball, però aquestes, en assemblea, van decidir que no tornarien mentre no se'ls atenguessin les seves reivindicacions. El 14 de gener, va arribar a Bunyol un advocat de CNS de València, sol·licitant reunir-se només amb els càrrecs sindicals, però se li va respondre que la reunió només es faria en assemblea, com finalment va ser, participant-hi treballadors i veïns, i sense arribar-se a cap acord. Com a únic acord, es decideix enviar un escrit a la dirección de l'empresa plantejant les condicions per a tornar al treball.
El 15 de gener es va produir la sentència favorable del judici contra els dos càrrecs sindicals. A més s'havia aconseguit l'anul·lació dels expedients i sancions. Per tot això es decideix en assemblea tornar al treball. Dos dies després les obreres de COINTEX S.A. van informar públicament de la conclusió del conflicte i del recurs interposat davant del Tribunal Suprem per l'empresa contra la sentència del judici.